# Holger Rüdel
Holger Rüdel (* 22. April 1951 in Schleswig) ist ein deutscher Fotograf, Publizist und Historiker.

## Leben und Werk
Holger Rüdel zog nach dem Abitur 1970 an der Kieler Gelehrtenschule nach Hamburg. Dort studierte er an der Hochschule für bildende Künste (HfbK) ab 1971 im Fachbereich visuelle Kommunikation Fotografie mit dem Schwerpunkt Bildjournalismus in der Klasse von Kilian Breier. Aus dieser Phase stammen fotografische Arbeiten, die heute als wichtige Zeitdokumente publiziert und ausgestellt werden. Dazu zählt vor allem die Bildserie Antiautoritärer Kinderladen versus evangelischer Kindergarten, mit der Rüdel die Zulassung zu dem Studium an der HfbK erreichte. Parallel zur Ausbildung an der HfbK nahm er an der Universität Hamburg ein Studium der Geschichte auf mit dem Hauptfach Mittlere und Neuere Geschichte sowie den Nebenfächern Alte Geschichte und Kunstgeschichte, das er 1977 mit der akademischen Abschlussprüfung als Magister artium absolvierte.
Mit Hilfe der staatlichen Graduiertenförderung sammelte Rüdel von 1978 bis 1980 bei zahlreichen Archiv- und Bibliotheksaufenthalten im In- und Ausland Material für seine Dissertation, die er 1984 an der Universität Hamburg vorlegte. Mit dieser von Klaus Saul betreuten Arbeit erlangte er den Titel Dr. phil. Die Dissertation erschien 1986 im Verlag Karl Wachholtz in Neumünster. 1980/1981 war Rüdel im Rahmen eines zeitlich befristeten Vertrages als wissenschaftlicher Mitarbeiter an der Universitätsbibliothek Kiel für die Erschließung und Katalogisierung von Nachlässen und Handschriften zuständig.
Seine berufliche Tätigkeit setzte er in der Stadt Schleswig fort – ab 1983 zunächst als wissenschaftlicher Mitarbeiter beim Stadtmuseum Schleswig, von 1985 bis 2016 als Direktor des Stadtmuseums und Leiter des Kulturamtes der Stadt Schleswig. In dieser Funktion entwickelte er zahlreiche Projekte, die sich dauerhaft im Kultur- und Veranstaltungsleben Schleswigs etablieren konnten. Dazu zählen die 1986 erstmals durchgeführten Wikingertage, vor allem aber die regelmäßigen Ausstellungen im Stadtmuseum mit dem Schwerpunkt Fotografie. Häufig wurden international bekannte Fotokünstler wie Sebastião Salgado, Robert Lebeck, Christian von Alvensleben, Steve McCurry, Jim Brandenburg, Ragnar Axelsson, David Doubilet und Art Wolfe in Schleswig präsentiert. Steve McCurry, Jim Brandenburg und Art Wolfe hielten im Rahmen ihrer Ausstellungen zudem Vorträge in Schleswig.
Parallel zu seiner dienstlichen Tätigkeit bei der Stadt Schleswig engagierte sich Rüdel als Autor bzw. Herausgeber zahlreicher Bücher und Beiträge über Schleswig in Geschichte und Gegenwart, zum Teil mit eigenen Fotografien.
Am 1. Oktober 2016 trat Rüdel in den Ruhestand. Seit 2017 ist er freischaffend tätig als Fotograf, Kurator für Fotografie und Publizist. Seine Retrospektive Zeitblende. 1968 bis 2018. Fotografien von Holger Rüdel wurde 2018/2019 in Schleswig, Kiel und Berlin gezeigt, ergänzt durch eine Katalogbroschüre.
Von 2019 bis zum Frühjahr 2021 begleitete er die fünf letzten hauptberuflichen Fischer aus der Stadt Schleswig bei ihren Fahrten auf der Schlei und bei der Arbeit an Land im Rahmen einer Langzeit-Fotoreportage. Dieses Projekt – Zeitenwende. Die Fischer vom Holm in Schleswig an der Schlei – stand unter der Schirmherrschaft von Jan Philipp Albrecht, Minister für Energiewende, Landwirtschaft, Umwelt, Natur und Digitalisierung des Landes Schleswig-Holstein. Es wurde gefördert aus Mitteln der Europäischen Union und des Landes Schleswig-Holstein im Rahmen des Europäischen Meeres- und Fischereifonds (EMFF) und des Landesprogramms Fischerei und Aquakultur. Die Bildergebnisse des Projektes Zeitenwende waren in mehreren Ausstellungen – in Schwarzweiß und in Farbe – zu sehen. Die farbige Version wurde als Wanderausstellung der Sparkassenstiftung Schleswig-Holstein konzipiert. Ein Bildband begleitete die Ausstellungen.
Eine Variante der Ausstellung "Zeitenwende" wurde unter dem Titel "Fischer an Schlei und Schweriner See" vom 3. Juli bis 30. Oktober 2022 im Freilichtmuseum Schwerin-Mueß gezeigt. Die Bildreportage von Holger Rüdel fand hier eine Ergänzung durch Schwarzweiß-Fotografien von Volker Janke, Ausstellungskurator und Fotograf im Freilichtmuseum Schwerin-Mueß, mit Motiven vom Fischerleben am Schweriner See. Diese Zusammenarbeit wurde 2023 mit einer Neuauflage der Schau fortgesetzt.
Im Auftrag der Sparkassenstiftung Schleswig-Holstein arbeitete Holger Rüdel 2022 in der Nachfolge des Projektes "Zeitenwende" an einer neuen Bildreportage, die den Wanderschäfereien in Schleswig-Holstein am Beispiel von vier noch existierenden Betrieben gewidmet ist. Die Fotografien sind unter dem Titel "Nomaden unserer Zeit. Wanderschäfereien in Schleswig-Holstein" ab 2023 an mehreren Orten im Rahmen einer Ausstellungstournee mit 75 Werken zu sehen. Im Wachholtz-Verlag erschien im Frühjahr 2023 ein Begleitband mit 115 Bildern aus der Reportage. Zu dieser Publikation steuerte der schleswig-holsteinische Schriftsteller Jochen Missfeldt den Essay "Schafstille" bei.
Das Projekt „Nomaden unserer Zeit. Wanderschäfereien in Schleswig-Holstein“ wurde aus Mitteln der Europäischen Union und des Landes Schleswig-Holstein gefördert.
Im Januar 2024 verbrachte Holger Rüdel knapp drei Wochen im Yellowstone-Nationalpark, um die Landschaft und Tierwelt in diesem ältesten Nationalpark der Welt unter den herrschenden extremen winterlichen Bedingungen zu dokumentieren. In der Ausstellung "Yellowstone im Winter" wurden Ergebnisse dieser Bildreportage gezeigt.
Als Kurator für Fotografie berät Holger Rüdel gegenwärtig die Nord-Ostsee Sparkasse in Schleswig-Holstein.
Arbeiten von Holger Rüdel befinden sich in privaten und öffentlichen Sammlungen, u. a.: Stadt Schleswig, Stadtmuseum Schleswig, Sparkassenstiftung Schleswig-Holstein und Stiftung Haus der Geschichte der Bundesrepublik Deutschland.

## Veröffentlichungen (Auswahl)
- als Hrsg. und Autor (Nachwort und Anhang) mit Urs Justus Diederichs: Franz Rehbein: Das Leben eines Landarbeiters. Christians, Hamburg 1985, ISBN 3-7672-0892-X.
- als Hrsg. mit Klaus Lengsfeld: Gerhard Bettermann. Malerei und Grafik 1922-1985. Schleswig 1985 (= Nr. 23 der Schriften des Nissenhauses Husum).
- Landarbeiter und Sozialdemokratie in Ostholstein 1872 bis 1878. Wachholtz, 1986, ISBN 3-529-02909-2.
- als Hrsg. und Autor mit Heike Heeren: Spuren. Schleswig 1920-1945. Von der Demokratie zur Diktatur. Schleswig 1987 (= Veröffentlichungen des Städtischen Museums Schleswig. Band 1).
- als Hrsg. und Co-Autor mit Rainer Paetau: Arbeiter und Arbeiterbewegung in Schleswig-Holstein im 19. und 20. Jahrhundert. Wachholtz, 1987, ISBN 3-529-02913-0.
- als Autor mit Reimer Möller: Schleswig 1945-1968. Von der "Stunde Null" zu den "wilden Sechzigern". Eine Fotodokumentation. Husum Druck- und Verlagsgesellschaft, 1989 (= Veröffentlichungen des Städtischen Museums Schleswig. Band 3), ISBN 3-88042-466-7.
- Schleswig. Nordeuropas älteste Stadt. Christians, Hamburg 1990, ISBN 3-7672-1107-6.
- als Hrsg. mit Klaus Lengsfeld: Gerhart Bettermann. Malerei und Grafik 1922-1989. Schleswiger Druck- und Verlagshaus, Schleswig 1990.
- Kommunale Kulturförderung in der Stadt Schleswig. In: Hans-Hermann Wiebe (Hrsg.): Die Zukunft Schleswig-Holsteins, Wäser, Bad Segeberg 1990 (= Zeitkritische Beiträge der Evangelischen Akademie Nordelbien, Bd. 3), ISBN 3-87883-043-2.
- als Hrsg. und Autor der Einleitung: Ulrich Mack: Der Holm – ein Familienalbum. Mit Texten von Anke Carstens-Richter und Heinz Spielmann. Nieswand, Kiel 1993, ISBN 3-926048-72-7.
- Schleswig. Harksheider Verlagsgesellschaft, Norderstedt 1994.
- Schleswig. Sutton, Erfurt 1998 (= Die Reihe Archivbilder), ISBN 3-89702-092-0.
- Der Holm. Schleswigs alte Fischersiedlung. Husum Druck- und Verlagsgesellschaft, Husum 2000, ISBN 3-88042-938-3.
- Schleswig. Die fünfziger und sechziger Jahre. Sutton, Erfurt 2001 (= Die Reihe Archivbilder), ISBN 3-89702-309-1.
- Schleswig. Die Siebzigerjahre im Spiegel der Fotos von Eva Nagel. Sutton, Erfurt 2002 (= Die Reihe Archivbilder), ISBN 3-89702-505-1.
- Schleswig. Rückblicke auf drei Jahrzehnte im Spiegel der Fotos von Eva Nagel. Sutton, Erfurt 2004 (= Die Reihe Bildergeschichten), ISBN 3-89702-739-9.
- Schleswig. Die Achtzigerjahre im Spiegel der Fotos von Eva Nagel. Sutton, Erfurt 2005 (= Die Reihe Archivbilder), ISBN 3-89702-864-6.
- Schleswig zur Wirtschaftswunderzeit. Zwei Jahrzehnte Stadtgeschichte im Spiegel der Fotos von Adolf Dohse. Sutton, Erfurt 2013 (= Die Reihe Archivbilder), ISBN 978-3-95400-132-3.
- als Autor mit Angeline Schube-Focke: Schleswig neu entdeckt. Schätze aus 150 Jahren Fotografie. Sutton, Erfurt 2015 (= Sutton Archiv), ISBN 978-3-95400-565-9.
- Zeitblende. Fotografien von Holger Rüdel. Selk 2018, ISBN 978-3-00-061322-7.
- Zeitenwende. Die Fischer vom Holm in Schleswig an der Schlei. Wachholtz, Kiel 2021, ISBN 978-3-529-05063-3.
- Nomaden unserer Zeit. Wanderschäfereien in Schleswig-Holstein. Wachholtz, Kiel 2023, ISBN 978-3-529-05081-7.

## Ausstellungen (Auswahl)

### Einzelausstellungen
- 2018: "Zeitblende. 1968 bis 2018. Fotografien von Holger Rüdel." Stadtmuseum Schleswig (bis Februar 2019), Sparkassenstiftung Schleswig-Holstein in Kiel (2019) und Ver.di-Bundesverwaltung in Berlin (2019).
- "Island 2019". Stadtmuseum Schleswig (bis März 2020).
- 2021: "Zeitenwende. Die Fischer vom Holm in Schleswig an der Schlei". Sparkassenstiftung Schleswig-Holstein in Kiel, danach im Stadtmuseum Schleswig und im Landesamt für Landwirtschaft, Umwelt und ländliche Räume (LLUR) in Flintbek bei Kiel (2022).
- 2021: "Zeitenwende. Die Fischer vom Holm in Schleswig an der Schlei. Farbfotografien von Holger Rüdel". Nord-Ostsee Sparkasse in Schleswig, anschließend im Landschaftsmuseum Angeln/Unewatt (2022).
- 2023: "Nomaden unserer Zeit. Wanderschäfereien in Schleswig-Holstein". Nord-Ostsee Sparkasse in Schleswig, danach als Wanderausstellung (Tournee bis 2025 geplant) auch in Kiel (Sparkassenstiftung Schleswig-Holstein), Rendsburg (Museen im Arsenal), Albersdorf (Steinzeitpark Dithmarschen), Flintbek (Landesamt für Umwelt), Neumünster, (Museum Tuch + Technik), Keitum auf Sylt (Sylt Museum) und Galerie Erlebnis Bungsberg.[26]

### Gruppenausstellungen
- 2014: "Schamlos? Sexualmoral im Wandel". Zeitgeschichtliches Forum Leipzig der Stiftung Haus der Geschichte der Bundesrepublik Deutschland, danach als Wanderausstellung in Bonn, Stuttgart, Leer, Dorsten, Fürth, Grevenbroich, Balingen, Bevern und Neumünster.[27]
- 2017: "Die innere Haut. Kunst und Scham". Museum Marta Herford.
- 2019: "Bernhard G. Lehmann. Letter To My Friends". Galerie Seeweg Gut Wittmoldt (Schleswig-Holstein).
- 2020: "Hannah Arendt und das 20. Jahrhundert". Deutsches Historisches Museum Berlin, danach in der Bundeskunsthalle Bonn (2021).
- 2021: "... tierisch ... Kunst der Sparkassenstiftung Schleswig-Holstein". Finanzministerium Schleswig-Holstein in Kiel.
- 2022: "Zeitenwende. Fischer an Schlei und Schweriner See". Freilichtmuseum für Volkskunde Schwerin-Mueß (bis 2. Juli 2023).

## Mitgliedschaften
- Verein zur Förderung des Stadtmuseums Schleswig e. V., Ehrenmitglied[28]
- Fotoclub Schleswig e. V.[29]
- Gesellschaft für Schleswiger Stadtgeschichte[30]
- Deutsche Gesellschaft für Photographie (DGPh), Berufung 1994[31]